# Often
"Often" é uma canção do artista musical canadense The Weeknd, contida em seu segundo álbum de estúdio Beauty Behind the Madness (2015). Foi composta pelo próprio em conjunto com Jason Quenneville, Ahmad Balshe, Danny Schofield, Sabahattin Ali, Ben Diehl, Ali Kocatepe e Osman İşmen, sendo produzida pelo cantor juntamente com Ben Billions e co-produzida por Quenneville sob o nome artístico de DaHeala. A sua gravação ocorreu em 2014 nos SOTA Studios em Toronto, Ontário. O seu lançamento como o primeiro single do produto ocorreu em 31 de julho de 2014, através das gravadoras XO e Republic.

## Lista de faixas
| Download digital |         |         |  |
| N.º              | Título  | Duração |  |
| 1.               | "Often" | 4:09    |  |

## Desempenho nas tabelas musicais

### Posições
| Tabela musical (2014–15)               | Melhor posição |
| -------------------------------------- | -------------- |
| Canadá (Canadian Hot 100)              | 69             |
| Estados Unidos (Billboard Hot 100)     | 59             |
| Estados Unidos (Top R&B/Hip-Hop Songs) | 15             |
| Estados Unidos (Rhythmic Songs)        | 22             |
| Noruega (VG-lista)                     | 12             |
| Países Baixos (MegaCharts)             | 96             |
| Reino Unido (UK Singles Chart)         | 65             |
| Reino Unido (UK R&B Singles Chart)     | 13             |
| Suécia (Sverigetopplistan)             | 55             |

### Certificações
| País (Empresa)             | Certificação |
| -------------------------- | ------------ |
| Canadá (Music Canada)      | 3× Platina   |
| Dinamarca (IFPI Dinamarca) | Platina      |
| Estados Unidos (RIAA)      | 4× Platina   |
| México (AMPROFON)          | Ouro         |
| Noruega (IFPI Noruega)     | 2× Platina   |
| Suécia (GLF)               | Platina      |
| Reino Unido (BPI)          | Ouro         |

## Créditos
Todo o processo de elaboração de "Often" atribui os seguintes créditos:
Gravação e publicação
- Gravada em 2014 nos SOTA Studios (Toronto, Ontário)
- Mixada nos Nook in Muse Studios (North Hollywood, Califórnia)
- Masterizada nos The Mastering Palace (Nova Iorque)
- Publicada pelas empresas Songs Music Publishing, LLC, em nome da Songs of SMP (ASCAP), Benjamin Diehl Publishing Designee (BMI), Sal & Co. (SOCAN), Schofield Publishing (ASCAP), Ultra International Music, Ltd. e Median Müzik Edisyon — cortesia da İ Numara

Créditos de demonstração
- Contém demonstrações de "Ben Gene Sana Mecburum", cantada por Nükhet Duru.

Produção
| - The Weeknd: composição, produção, vocalista principal, vocalista de apoio - Ben Billions: composição, produção - Jason "DaHeala" Quenneville: composição, co-produção, gravação, engenharia | - Brandon "Bizzy" Hollemon: guitarras - Jean-Mars Horwat: mixagem - Dave Kutch: masterização |

## Histórico de lançamento
| País           | Data                 | Formato          | Gravadora    |
| -------------- | -------------------- | ---------------- | ------------ |
| Estados Unidos | 31 de julho de 2014  | Download digital | XO, Republic |
| Estados Unidos | 19 de agosto de 2014 | Rádios rhythmic  | XO, Republic |